# 快乐老人报
快乐老人报，2009年9月28日由潇湘晨报创办，湖南出版投资控股集团负责出版的报纸，它在北京、石家庄、郑州、济南、威海、合肥、兰州、常州、杭州、苏州、长沙、广州、成都、宜宾、福州等地均有出版，每周一、四出版。报纸定位是满足老年人的心理需求。
2018年，报纸入选2017年全国百强报纸推荐名单。